# AUTS
AUTS(Advanced Urban Transit System, 가칭)는 한국철도기술연구원의 주도로 개발된 한국형 차세대 전동차 혹은 그 시스템을 뜻한다. 이하에서는 차량에 대해 서술한다.

## 개요
AUTS는 수송능력·유지보수성·승객서비스·차량신뢰성의 향상, 에너지 절감, 환경친화성 향상 등을 중점적으로 고려하고 있는 전동차이다. 2011년에 시제차량을 완성하고 시험 운행을 대불선 일대에서 진행했으며, 최고속도 130km/h의 도시철도용 전동차이다.
2017년에 부산 도시철도 1호선 신평-다대포해수욕장 구간이 연장되는데, 이를 위하여 추가로 도입하는 6편성의 전동차가 AUTS를 바탕으로 제작되었다.
차량가격은 1편성 6량 72억원이다.

## 기술적 사양
DD(다이렉트 드라이브) 모터 구동방식을 채용하여 유지보수성과 승차감의 향상을, 1C1M 방식 추진제어시스템을 적용하여 점착·곡선 추종 성능 등의 향상을 도모하고 있다. 주전동기로는 지금까지 주류였던 유도전동기 대신 효율이 높은 영구자석 동기전동기를 사용하였다.
대한민국의 기존선용 전동차로서는 최초로 알루미늄 더블스킨 구조와 싱글암 팬터그래프, 자기조향 대차, 완전 전기제동 등을 채택하였다. 운전실은 개방형이며, 내측 플러그 도어를 채용하였다.
- DDM(Direct Driver Moter) : 전동기의 회전력을 기어박스 등을 통하지 않고 직접 구동대상에 전달하는 방식